# 小池和男
小池 和男（こいけ かずお、1932年7月18日 - 2019年6月18日）は、日本の経済学者。労働経済学専攻。学位は、経済学博士（東京大学・論文博士・1963年）（学位論文「日本の賃金交渉 -産業別レベルにおける賃金決定機構-」）。名古屋大学教授・京都大学教授・法政大学教授などを経て、法政大学名誉教授。新潟県出身。

## 概要
聞き取りや国際比較を実地に行う研究スタイルや、日本の労働形態を肯定的に強調する立場を取る。1979年『労働者の経営参加』でサントリー学芸賞、1988年『人材形成の国際比較』で大平正芳記念賞受賞、1996年に紫綬褒章受章。2009年『日本産業社会の「神話」』で読売・吉野作造賞受賞。2014年文化功労者。
2019年6月18日7時18分、肺炎のため、千葉県浦安市の病院で死去。86歳没。

## 経歴
- 1955年 東京大学教養学部卒業
- 1957年 東京大学大学院経済学研究科修士課程修了
- 1960年 東京大学社会科学研究所助手
- 1963年 法政大学経営学部専任講師、のちに助教授
- 1970年 名古屋大学経済学部助教授
- 1978年 名古屋大学経済学部教授[5]
- 1981年10月 京都大学経済研究所教授（比較産業研究部門 1986年4月より比較経済研究部門）
- 1986年10月 京都大学経済研究所長事務取扱（12月まで）
- 1987年1月 京都大学経済研究所長（1988年3月まで）
- 1988年 法政大学経営学部教授
- 2001年 東海学園大学経営学部教授
- 2004年 法政大学大学院イノベーション・マネジメント研究科教授

## 著書
- 『日本の賃金交渉 産業別レベルにおける賃金決定機構』東京大学出版会 1962
- 『賃金 その理論と現状分析』ダイヤモンド社 1966
- 『職場の労働組合と参加 労使関係の日米比較』東洋経済新報社 1977
- 『労働者の経営参加 西欧の経験と日本』日本評論社 1978
- 『日本の熟練 すぐれた人材形成システム』有斐閣選書 1981
- 『中小企業の熟練 人材形成のしくみ』同文館出版 1981
- 『仕事の経済学』東洋経済新報社 1991
- 『アメリカのホワイトカラー 日米どちらがより「実力主義」か』東洋経済新報社、1993年）
- 『日本の雇用システム その普遍性と強み』（東洋経済新報社、1994年）
- 『日本企業の人材育成 不確実性に対処するためのノウハウ』（中公新書、1997年）
- 『大卒ホワイトカラーの能力開発』教育文化協会 1998
- 『聞きとりの作法』（東洋経済新報社、2000年）
- 『海外日本企業の人材形成』東洋経済新報社 2008
- 『日本産業社会の「神話」 経済自虐史観をただす』日本経済新聞出版社 2009
- 『高品質日本の起源―発言する職場はこうして生まれた』日本経済新聞出版社 2012、【日経・経済図書文化賞（第55回）】
- 『強い現場の誕生 トヨタ争議が生みだした共働の論理』日本経済新聞出版社 2013
- 『戦後労働史からみた賃金 海外日本企業が生き抜く賃金とは』東洋経済新報社 2015
- 『なぜ日本企業は強みを捨てるのか 長期の競争vs.短期の競争』日本経済新聞出版社 2015
- 『「非正規労働」を考える 戦後労働史の視角から』名古屋大学出版会 2016

### 共編著
- 『賃金交渉の行動科学 賃金波及のしくみ』佐野陽子、石田英夫共編 東洋経済新報社 1969
- 『学歴社会の虚像』渡辺行郎共著 東洋経済新報社(東経選書)1979
- 『高年者雇用への展望』（編）日本労働協会 1981
- 『現代の失業』（編著）同文館出版 1984
- 『現代の人材形成 能力開発をさぐる』（編著）ミネルヴァ書房 1986
- 『人材形成の国際比較 東南アジアと日本』猪木武徳共編 東洋経済新報社 1987
- 『職場のキャリアウーマン』富田安信共編 東洋経済新報社(東経選書) 1988
- 『アジアの挑戦 日・韓・タイにおける国際分業と企業戦略』清成忠男共編 東洋経済新報社 1990
- 『大卒ホワイトカラーの人材開発』（編）東洋経済新報社 1991
- 『もの造りの技能 自動車産業の職場で』中馬宏之,太田聰一共著 東洋経済新報社 2001
- 『ホワイトカラーの人材形成 日米英独の比較』猪木武徳共編著 東洋経済新報社 2002
- 『経営学のフィールド・リサーチ 「現場の達人」の実践的調査手法』洞口治夫共編著 日本経済新聞社 2006
- 『プロフェッショナルの人材開発』（編・監修）ナカニシヤ出版 2006
- 『国際化と人材開発』（編・監修）ナカニシヤ出版 2007

### 翻訳
- レスター・C.サロー『不平等を生み出すもの』脇坂明共訳 同文館出版 1984